# Paraphoxus gracilis
Paraphoxus gracilis är en kräftdjursart som beskrevs av Jarrett och Edward Lloyd Bousfield 1994. Paraphoxus gracilis ingår i släktet Paraphoxus och familjen Phoxocephalidae. Inga underarter finns listade i Catalogue of Life.